# No Policy
No Policy – debiutancki minialbum zespołu State of Alert wydane w marcu 1981 przez wytwórnię Dischord Records. Nagrań dokonano w grudniu 1980 i styczniu 1981 w Inner Ear Studios (Arlington).

## Lista utworów
1. "Lost in Space" (H. Garfield, M. Hampton) – 0:43
2. "Draw Blank" (H. Garfield, L. Preslar, M. Hampton) – 0:36
3. "Girl Problems" (H. Garfield, M. Hampton) – 0:48
4. "Black Out" (H. Garfield, S. Jacobsen) – 0:45
5. "Gate Crashers" (H. Garfield, M. Hampton) – 1:03
6. "Warzone" (H. Garfield, M. Hampton) – 0:51
7. "Riot" (H. Garfield, M. Hampton) – 0:41
8. "Gang Fight" (H. Garfield, M. Hampton) – 0:59
9. "Public Defender" (H. Garfield, M. Hampton) – 1:12
10. "Gonna Have to Fight" (H. Garfield, S. Jacobsen) – 0:43

## Skład
- Henry Garfield – śpiew
- Michael Hampton – gitara
- Wendel Blow – gitara basowa
- Simon Jacobsen – perkusja

produkcja
- Don Zientara – nagranie
- Skint Kröfts (Skip Groff) – producent